# Santa Maria delle Grazie a Casal Boccone (titre cardinalice)
Le titre cardinalice de Santa Maria delle Grazie a Casal Boccone (Sainte Marie des Grâces à Casal Boccone) est érigé par le pape François le 7 décembre 2024 et rattaché à l'église homonyme.

## Titulaires
- Carlos Castillo Mattasoglio (depuis 2024)